# Thủy ngân(I) sulfat
Thủy ngân(I) sunfat, thường được gọi là thủy ngân sulphat (Anh) hoặc thủy ngân sulfat (Mỹ) là hợp chất hoá học có công thức phân tử là Hg2SO4. Thủy ngân(I) sunfat là một hợp chất muối kim loại có màu trắng hoặc màu be nhạt . Nó là một muối kim loại của axit sunfuric hình thành bằng cách thay thế cả hai nguyên tử hydro với thủy ngân (I). Nó rất độc; nó có thể gây tử vong nếu hít phải, nuốt phải, hoặc hấp thu bởi da.

## Cấu trúc
Cấu trúc tinh thể của thủy ngân(I) sulfat được tạo thành từ Hg22+  và anion SO42- làm đơn vị tạo thành chính. Hg22+ được bao quanh bởi bốn nguyên tử oxy với khoảng cách Hg₋O từ 2,23 đến 2,93 Å, trong khi khoảng cách Hg-Hg khoảng 2500 Å. Các nghiên cứu đã cho thấy thủy ngân (I) sunfat có các nguyên tử thủy ngân được sắp xếp theo cặp với khoảng cách liên kết 2500 Å. Các nguyên tử kim loại đôi được định hướng song song với một trục trong một tế bào đơn vị. Dây đôi thủy ngân tạo thành một phần của chuỗi vô hạn SO4 - Hg - Hg - SO4 - Hg - Hg -... Hg-Hg-O liên kết góc là 165 °±1. Chuỗi này đi qua ô đơn vị theo đường chéo. Cấu trúc thủy ngân sunfat được giữ lại với nhau bởi các tương tác Hg-O yếu. SO4 không hoạt động như một anion đơn lẻ, mà là phối hợp với thủy ngân.

## Điều chế
Trộn dung dịch thủy ngân(I) nitrat với dung dịch axit sunfuric:,
Hg2(NO3)2 + H2SO4 → Hg2SO4 + 2 HNO3
Nó cũng có thể được điều chế bằng phản ứng dư thừa thủy ngân với axít sulfuric đặc:
2 Hg + 2 H2SO4 → Hg2SO4 + 2 H2O + SO2

## Sử dụng trong các pin điện hóa
Thủy ngân(I) Sunfat thường được sử dụng trong các pin điện hóa.  Lần đầu tiên nó được đưa vào các pin điện hóa bởi Latimer Clark vào năm 1872., Nó sau đó được sử dụng khác trong các tế bào Weston do George Augustus Hulett vào năm 1911., Nó đã được biết đến là một điện cực tốt ở nhiệt độ cao trên 100 °C cùng với bạc sulfat.
Thủy ngân(I) sunfat được tìm thấy để phân hủy ở nhiệt độ cao. Quá trình phân hủy xảy ra giữa 335 và 500 °C. Thủy ngân(I) sunfat có đặc tính duy nhất làm cho các tế bào tiêu chuẩn có thể. Nó có độ hòa tan khá nhỏ (khoảng một gam / lít), sự khuếch tán từ hệ thống catốt không quá nhiều, và nó đủ để tạo ra một tiềm năng lớn tại điện cực thủy ngân.